# Spira
Spira (niem. Speyer) – miasto na prawach powiatu w Niemczech, położone nad Renem w kraju związkowym Nadrenia-Palatynat. Jedno z najstarszych miast Niemiec, na początku swojego istnienia nosiło nazwę Civitas Nemetum.

## Położenie
Miasto leży na obszarze Niziny Górnoreńskiej w regionie Rhein-Neckar-Odenwald należącym do kraju związkowego Nadrenia-Palatynat. Wschodnią granicę miasta wyznacza brzeg rzeki Ren, będącej jednocześnie granicą kraju związkowego. Spira znajduje się ok. 20 kilometrów na południe od Mannheim i Ludwigshafen am Rhein oraz ok. 34 km na północ od miasta Karlsruhe.

## Historia

### Okres przedrzymski
Na obszarze dzisiejszej Spiry archeolodzy odkryli ślady osadnictwa sprzed 5000 lat. Później tereny te należały do Celtów. Z ok. 1500 r. p.n.e. pochodzi „Złoty kapelusz” – celtycki, kultowy przedmiot w kształcie nakrycia głowy, znaleziony w 1835 na polu w Schifferstadt ok. 6 km na północ od miasta.

### Okres rzymski
Po podbiciu tych terenów przez Rzymian stało się częścią prowincji Germania Superior. Obóz został wybudowany ok. 10 p.n.e. jako baza do dalszych podbojów na wschodnim brzegu Renu. Czynnikiem decydującym o lokalizacji w tym miejscu były klinowate wysokie brzegi rzeki, dzięki którym tereny zalewowe znajdowały się przed lub za obozem, który stał się zalążkiem przyszłego miasta. Powstało ono ok. 75 r. Około 150 r. osada jako Noviomagus pojawiła się na mapie świata stworzonej przez Ptolemeusza. Pod tą nazwą występuje też na mapie drogowej Itinerarium Antonina powstałej na początku III wieku n.e.
W tym czasie plemiona germańskie osiedlające się na tych terenach nadały osadzie nazwę Civitas Nemetum. Germanie doprowadzili do rozwoju osady, która stała się centralnym punktem doliny Renu. W mieście powstawały drogi, rynek, budynki użyteczności publicznej, świątynie i teatry. Obecnie przy każdym remoncie drogowym w mieście lub budowie nowych obiektów budowniczowie znajdują pozostałości po dawnej osadzie. Liczne znaleziska znajdują się w Muzeum Historii Palatynatu (Historisches Museum der Pfalz); jednym z nich jest najstarsza w Niemczech zamknięta butelka wina.
Plemiona germańskie z drugiego brzegu Renu zaczęły w I wieku n.e. toczyć walki z Rzymianami, przedostając się przez rzekę najczęściej zimą. Podczas jednego z takich napadów w 275 miasto zostało zniszczone. Dopiero w IV wieku odbudowano je i ponownie umieszczono w nim garnizon wojska. Jako schronienie dla mieszkańców osady zbudowano na wzgórzu kościół. Ostatecznie miasto znalazło się pod kontrolą plemion germańskich, co znalazło swoje odbicie w nowej nazwie miasta (Speyer).
W dokumentach z 346 znajduje się informacja o diecezji Spira. W mieście powstawały kościoły i klasztory, rozrastało się ono jako stolica biskupia.

### Okres średniowiecza

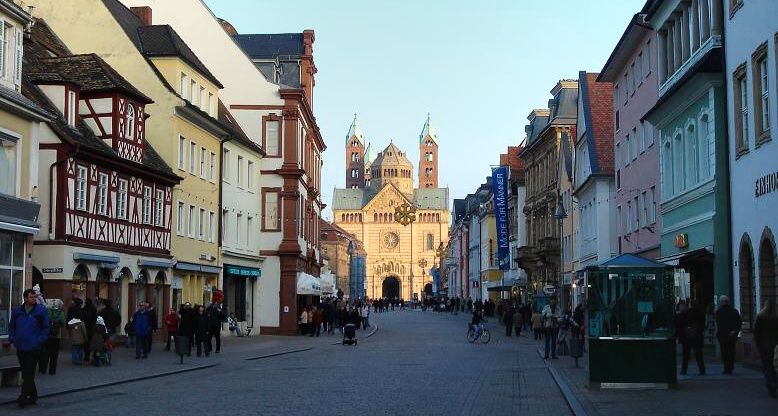
Centrum miasta z widokiem na katedrę

W 969 cesarz Otton I Wielki nadał miastu immunitet, na mocy którego miasto było pod ochroną, kontrolą i władzą biskupów. W 1024 królem został Konrad II z dynastii salickiej, którego ojcem był Henryk ze Spiry. Krótko po swojej elekcji postanowił wznieść największą świątynię świata zachodniochrześcijańskiego. Katedra została poświęcona w 1061, jednak prace budowlane ukończono dopiero w 1111. W tym czasie miasto przeżywało szybki rozwój, stając się jednym z głównych ośrodków politycznych i gospodarczych cesarstwa, zwłaszcza za rządów dynastii salickiej (do 1125 roku). Rządy biskupów zakończył król Adolf z Nassau, nadając miastu status wolnego miasta Rzeszy.
W okresie średniowiecza w mieście znalazło schronienie wielu Żydów, nad którymi szczególną opiekę roztoczył cesarz Henryk IV Salicki. Biskup Spiry Rüdiger Huzmann zezwolił im na osiedlanie się w pobliżu katedry. W centrum ich dzielnicy zbudowano synagogę, której szczątki widoczne są do dziś. Mimo to w mieście co pewien czas dochodziło do pogromów; do najkrwawszych zalicza się pogrom z 3 maja 1096 związany z przejściem przez miasto I wyprawy ludowej, oraz z 1349, gdy Żydów oskarżono o wywołanie czarnej śmierci.

### Okres reformacji

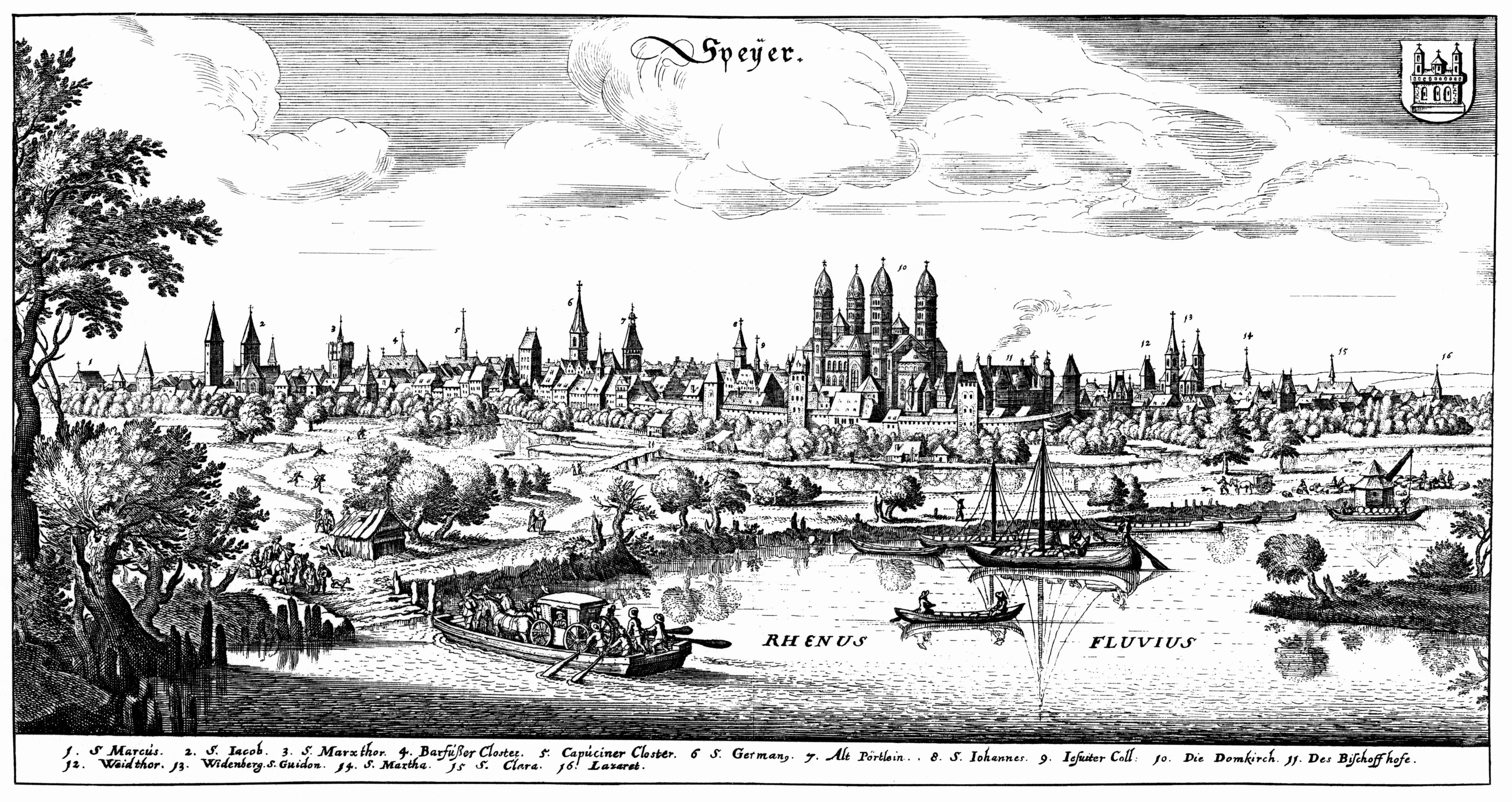
Spira w 1637 r.

W pierwszej połowie XVI wieku Spira ponownie stała się ośrodkiem ważnych wydarzeń historycznych. Pięć spośród 30 zwołanych w XVI w. sejmów Rzeszy odbyło się w tym właśnie mieście. Kluczowym dla historii miasta był drugi sejm w Spirze, który odbył się w 1529. Zdecydowano wtedy o umieszczeniu w mieście siedziby Sądu Kameralnego Rzeszy (Reichskammergericht), który znajdował się tu do 1689. Również w czasie tego sejmu podjęto uchwałę zabraniającą przechodzenia na luteranizm, przeciwko niemu zaprotestowało sześć księstw i 14 miast. Od tego czasu zwolenników reformacji nazywa się protestantami. Posiedzenia sejmu były dla miasta wyzwaniem. Ciężar zapewnienia noclegów, jedzenia i ochrony dla uczestników sejmu spoczywał na władzach miasta i na jego mieszkańcach. Jednak takie wydarzenie przynosiło miastu znaczne zyski.
W trakcje działań wojny trzydziestoletniej miasto pełniło funkcje lazaretu, było siedzibą poczty oraz obozowiskiem dla oddziałów wojsk przechodzących przez miasto. Było okupowane przez wojska hiszpańskie, szwedzkie, francuskie i cesarskie. Żołnierze opuścili miasto dopiero w 1650, pozostawiając po sobie długi, głód i choroby.
Miasto zostało ponownie zdobyte przez wojska francuskie w 1688 w wyniku działań wojny palatynackiej. Francuzi wypędzili z niego wszystkich mieszkańców, podpalili katedrę, kościoły, klasztory, zniszczono 700 domów, a mury miasta wysadzono. Odbudowa rozpoczęła się w 1698.

### Okres francusko-bawarski

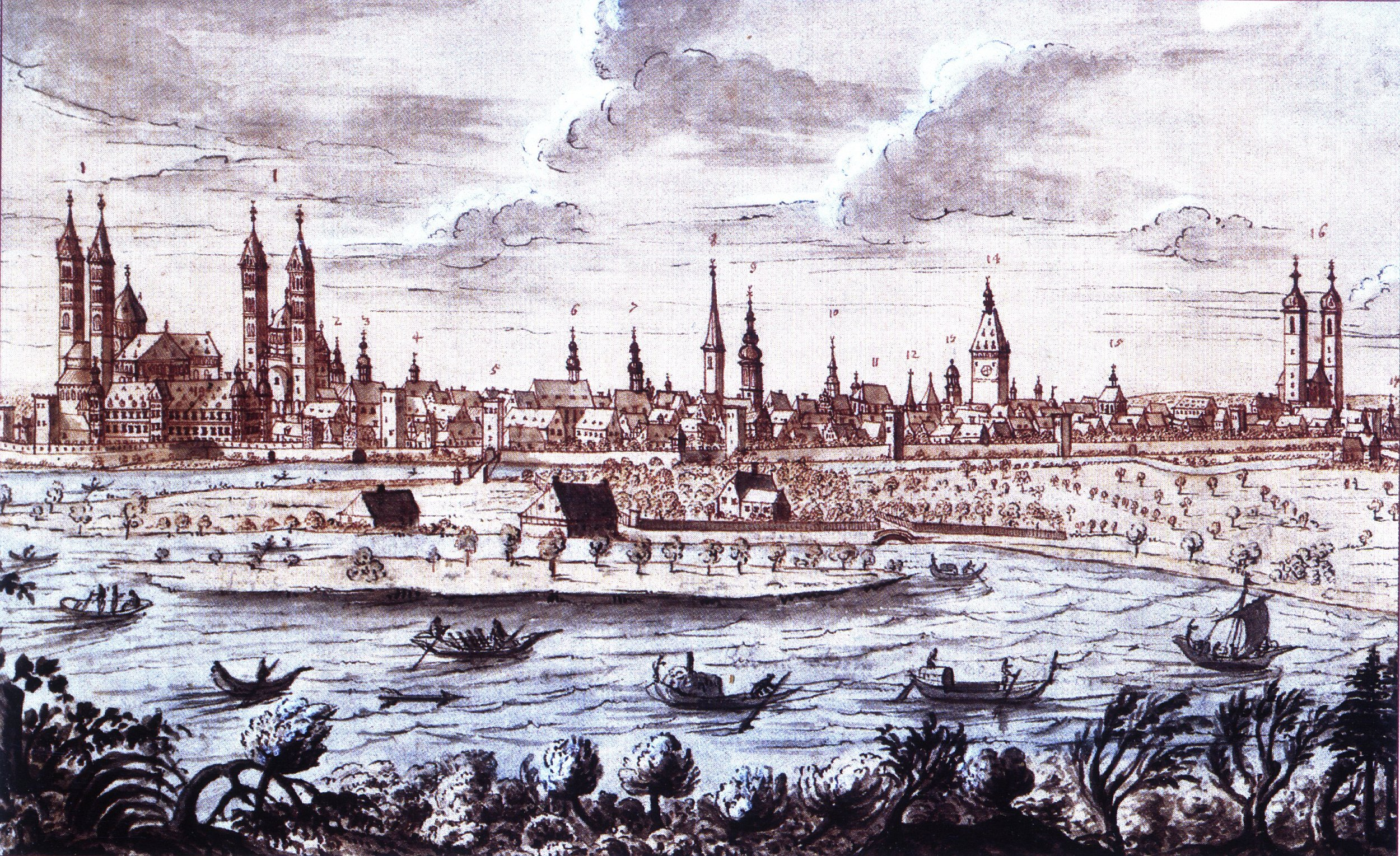
Spira w 1750 r.

Od 1792 miasto należało do Francji, w tym czasie było stolicą regionu w departamencie Mont Tonnerre. W wyniku postanowień kongresu wiedeńskiego miasto stało się częścią Palatynatu, którego władcą był król Bawarii Maksymilian I Józef Wittelsbach. 28 czerwca 1815 w mieście doszło do spotkania cara Rosji Aleksandra I Romanowa, cesarza Austrii Franciszka II Habsburga oraz króla Prus Fryderyka Wilhelma III Hohenzollerna. W 1816 Spira stała się stolicą powiatu Rheinkreis. Ten status wiązał się ze wzrostem liczby organów administracyjnych, jakie zaczęły działać w mieście. Do połowy XIX wieku liczba ludności podwoiła się. Zaczęto wprowadzać w życie projekty budowlane. Rozpoczęto budowę mieszkań poza murami starożytnego miasta. Również port na Renie został rozbudowany i połączony z linią kolejową. Powstało wiele organizacji społecznych, edukacyjnych i charytatywnych. Miasto miało najlepszy system oświaty w Palatynacie. Mieszkańcy w większości mieli liberalne poglądy, co doprowadziło do konfliktu z królem i rządem Bawarii. Era wilhelmińska zapisała się w historii miasta licznymi budynkami. W 1904 konsekrowano Gedächtniskirche (pl. Kościół Pamięci), który upamiętniać ma protest luteran w czasie sejmu 1529. Budowę tego kościoła wsparł finansowo sam cesarz Wilhelm II Hohenzollern oraz ewangelicy z całego świata. Pomimo takich źródeł finansowania tego projektu kościół został wybudowany według okrojonego projektu. Budowa tego kościoła spotkała się z protestem biskupa Spiry, który zebrał środki na budowę kościoła św. Józefa (Josephskirche) wybudowanego naprzeciw Kościoła Pamięci. Kolejnym ważnym budynkiem oddanym w tym czasie do użytku w mieście był budynek Muzeum Historii Palatynatu (Historisches Museum der Pfalz) oraz dworzec kolejowy.

### Okres wojen światowych

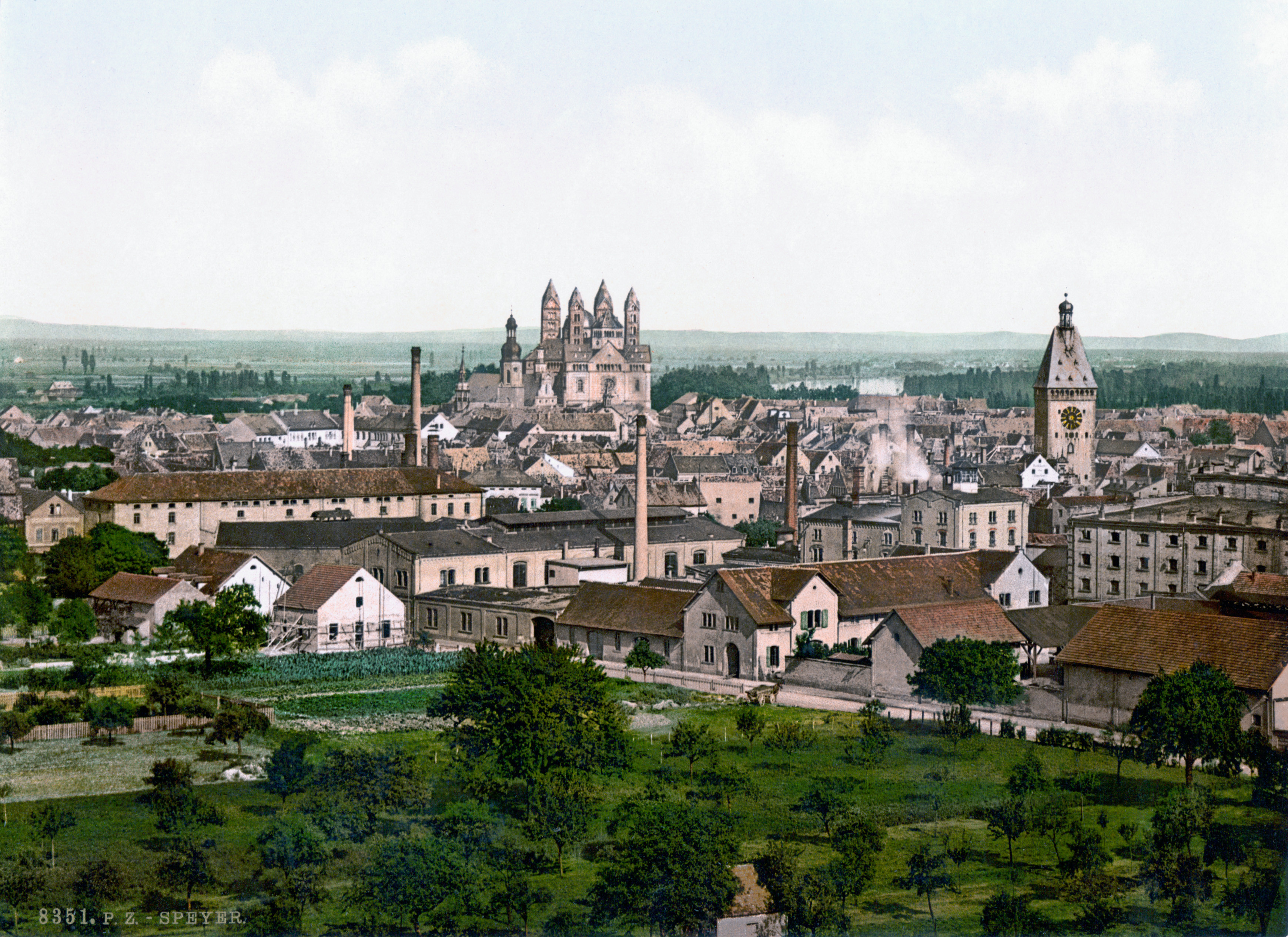
Spira w 1900 r.

Spira nie ucierpiała znacząco w wyniku działań I wojny światowej. Po jej zakończeniu miasto zostało zajęte przez wojska francuskie. W tym czasie na terenie Palatynatu rozpoczęły się polityczne zabiegi zmierzające do stworzenia „Wolnego Palatynatu” (Freie-Pfalz), będącego samodzielnym państwem niezależnym od Niemiec. W mieście próbowano przeprowadzić pucz mający na celu przejęcie w nim władzy przez polityków popierających niepodległość. Po utworzeniu republiki weimarskiej i włączeniu Palatynatu ponownie w skład Bawarii, znowu odezwały się głosy separatystyczne. W 1929 obchodzono rocznicę 400-lecia protestu luteran na sejmie w Spirze, uroczystości odbywały się pod nadzorem stacjonującego nadal w mieście wojska francuskiego. Żołnierze towarzyszyli również obchodom 900-lecia konsekracji katedry, które miały miejsce rok później.

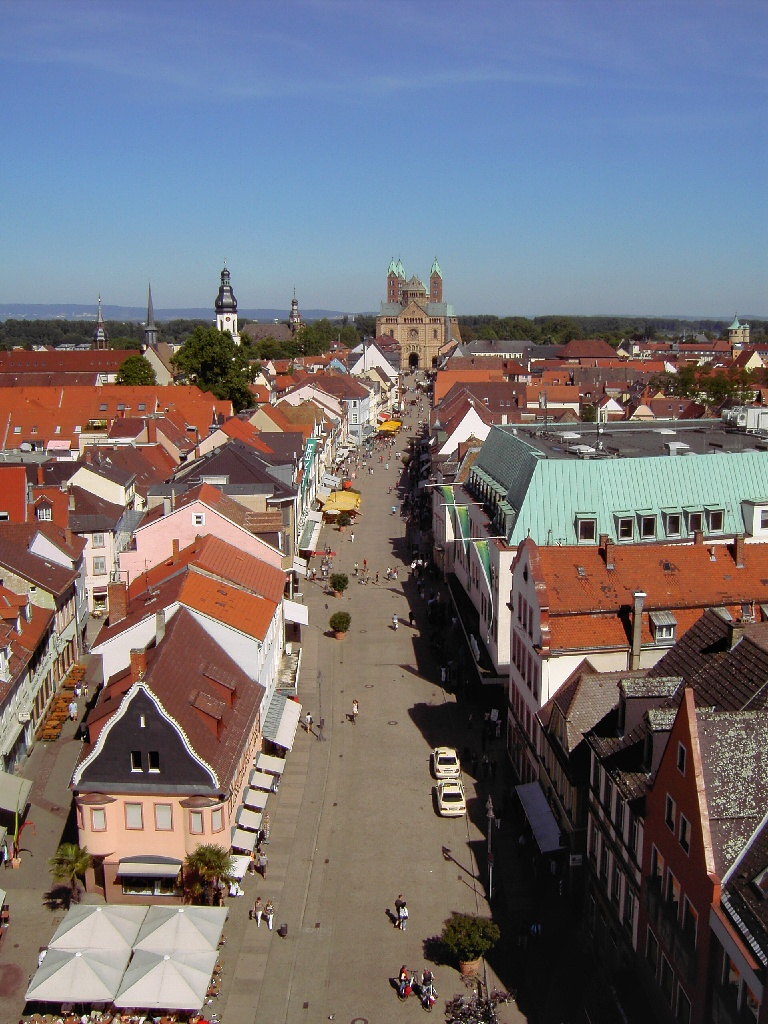
Główna ulica w Spirze z widoczną w dali katedrą

Wraz z powstaniem III Rzeszy w mieście do władzy doszli naziści. 9 listopada 1938, w czasie nocy kryształowej, zburzono w Spirze synagogę, a jej ruiny pośpiesznie rozebrano. W niedługim czasie wszyscy Żydzi mieszkający w mieście zostali aresztowani, większość z nich została zamordowana. Działania II wojny światowej również nie doprowadziły do zniszczeń, jedynym budynkiem publicznym zniszczonym w wyniku spadającej bomby był dworzec kolejowy. Spira została zajęta przez wojska amerykańskie, wcześniej jednak Niemcom udało się wysadzić w powietrze most na Renie. Do czasu powstania Republiki Federalnej Niemiec miasto znajdowało się we francuskiej strefie okupacyjnej. Po raz kolejny w historii miasta stacjonowały w nim wojska francuskie.
W wyniku wzrostu gospodarczego lat 60. i 70. XX miasto znacznie się rozrosło. Wybudowano nowe osiedla mieszkaniowe, centra handlowe. Powstały nowe szkoły oraz budynki administracji publicznej. Centrum miasta przeszło gruntowny remont, główna ulica została zamieniona na deptak. 4 maja 1987 miasto odwiedził papież Jan Paweł II.

## Zabytki

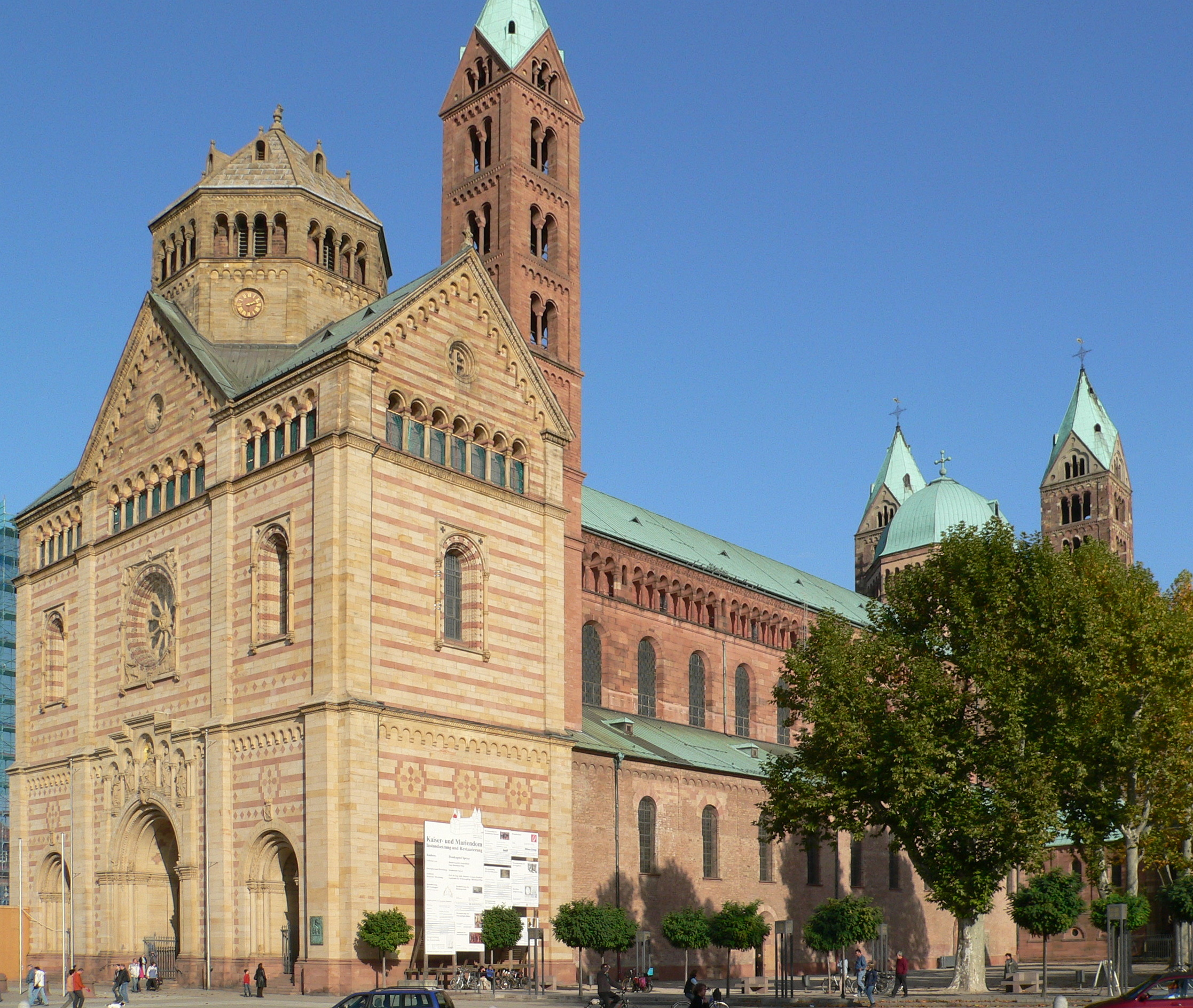
Katedra
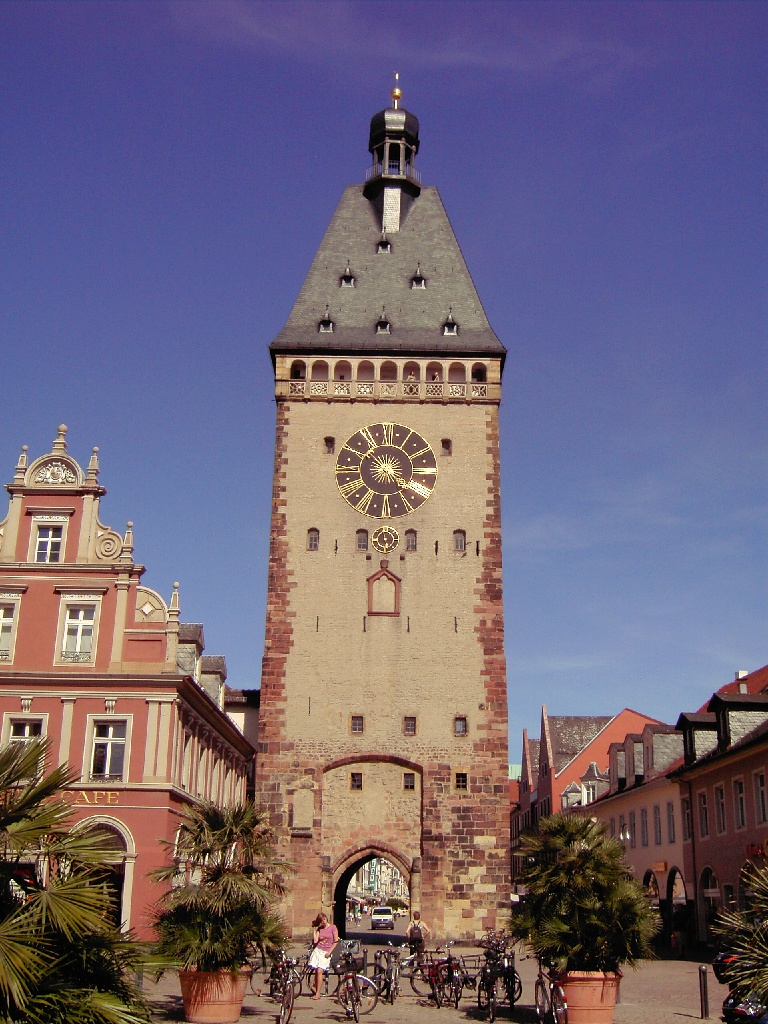
Brama miejska Altpörtel
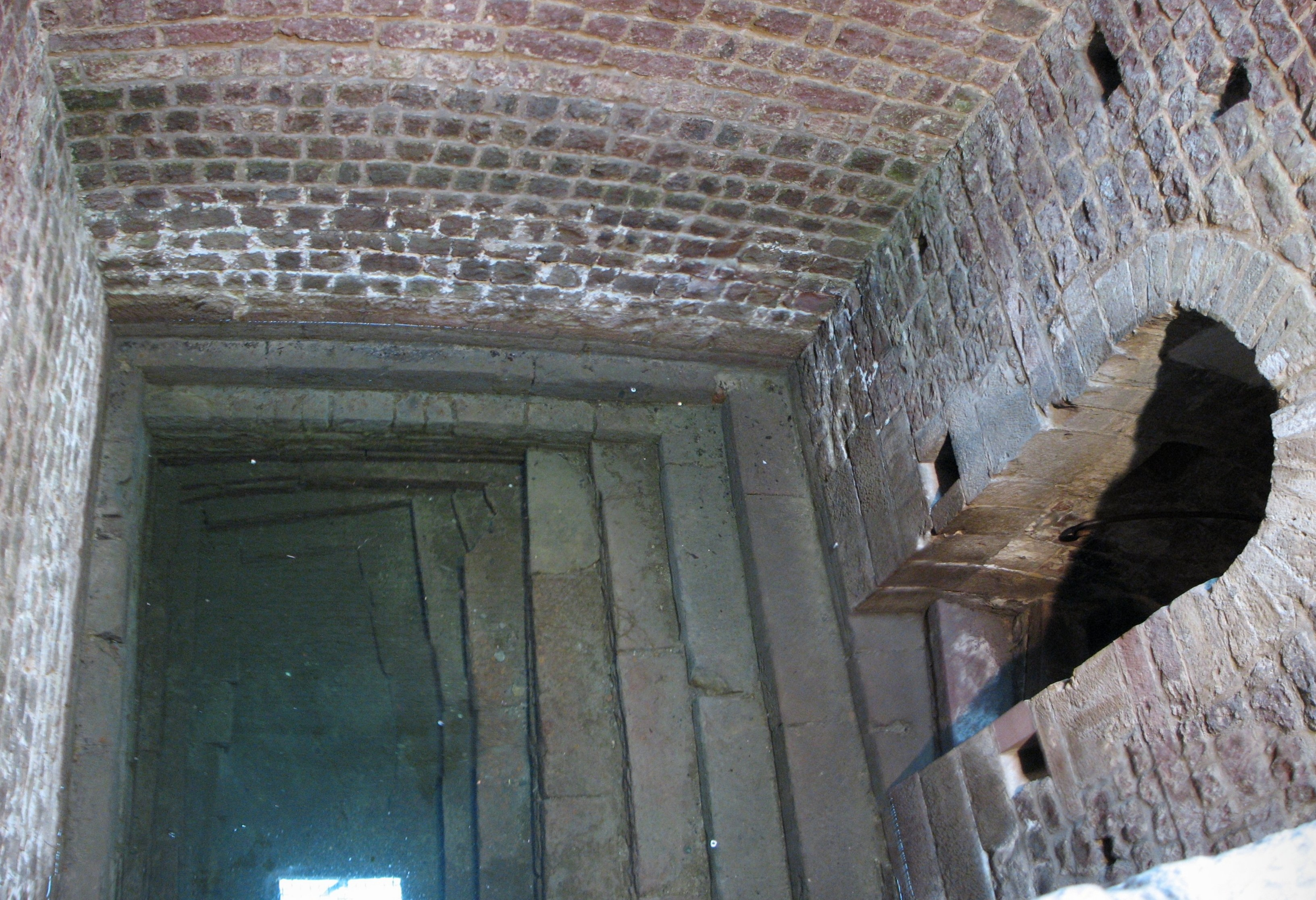
Mykwa
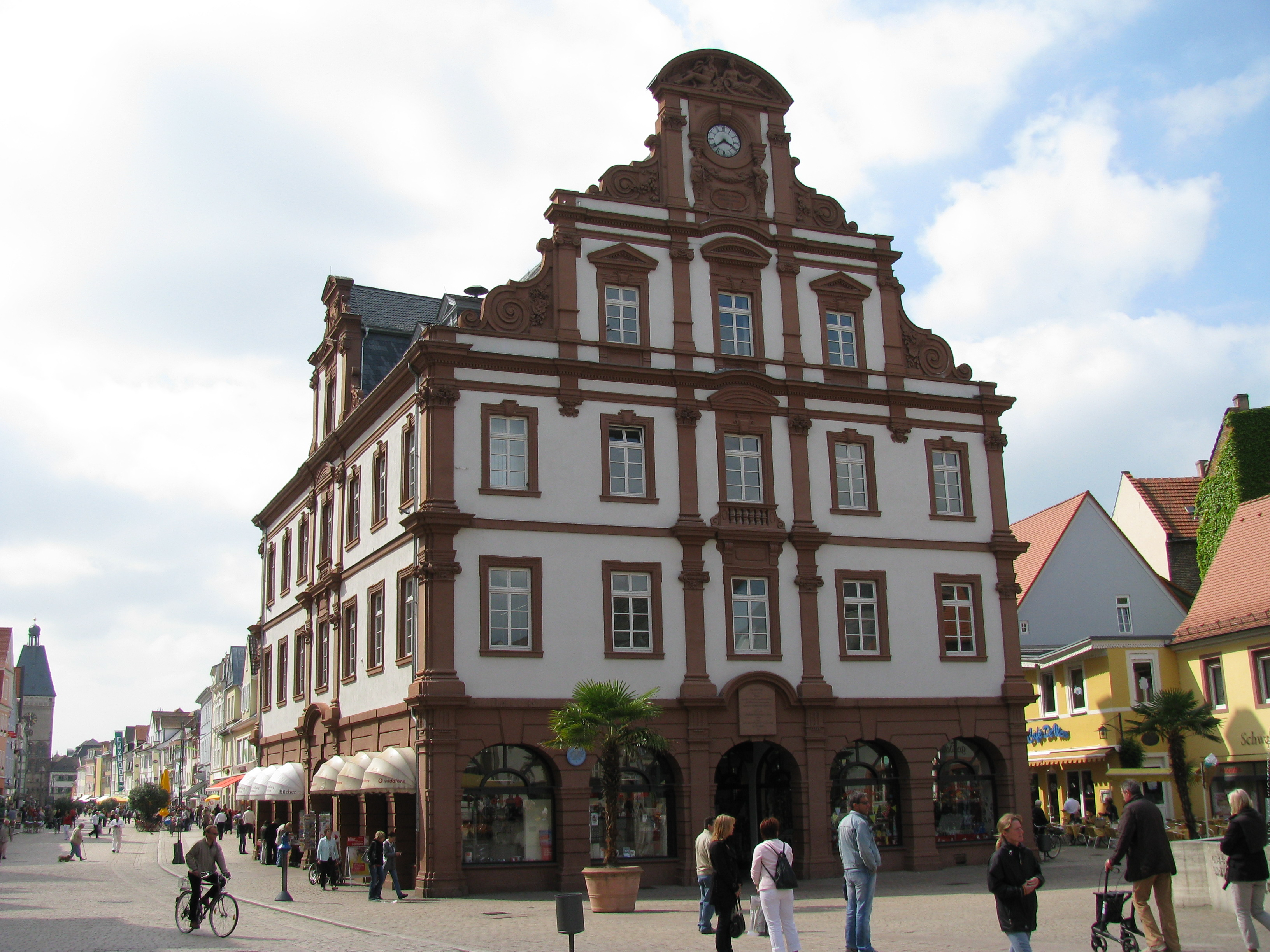
Sklep Alte Münze
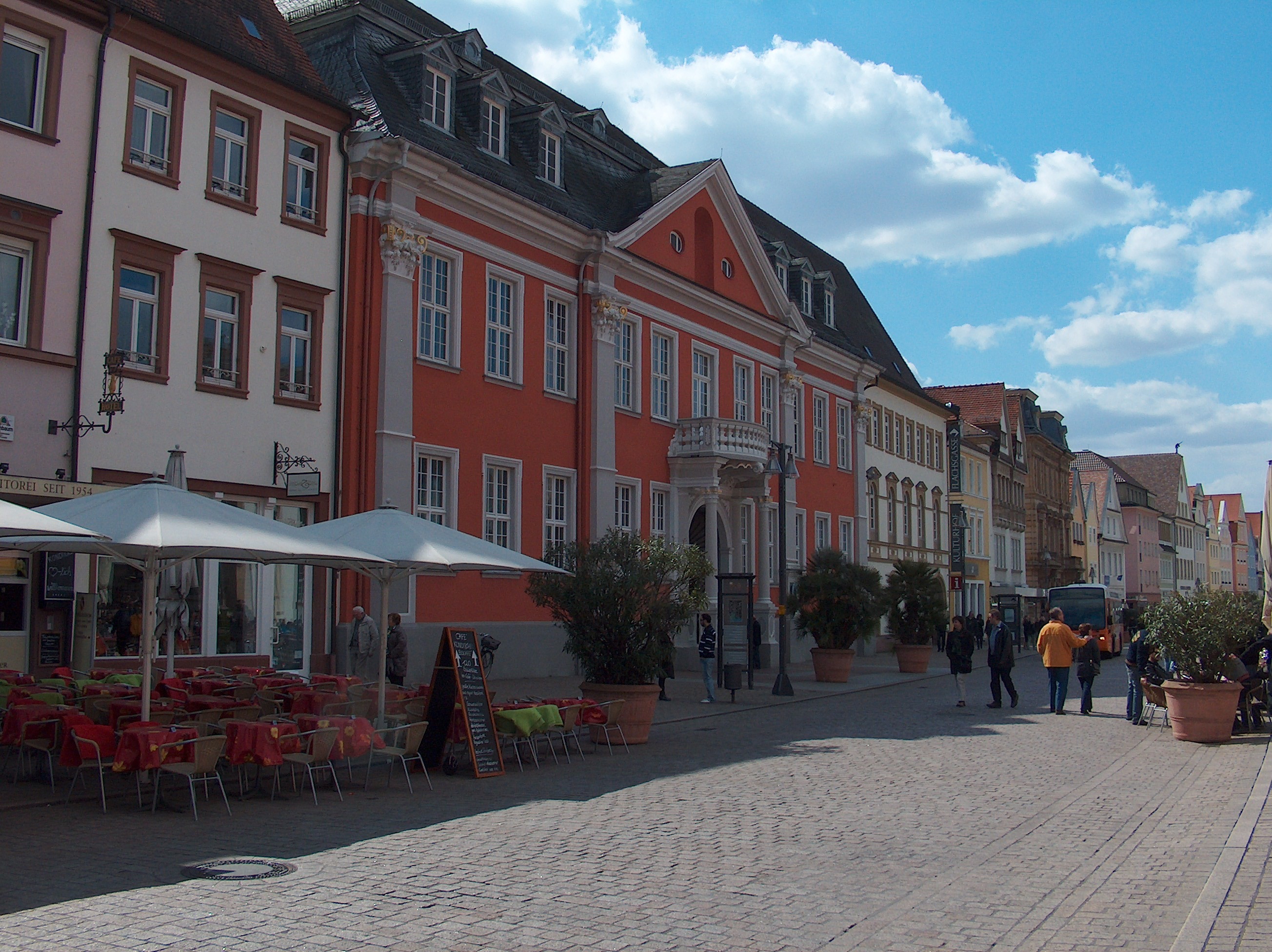
Ratusz

Najważniejszym zabytkiem miasta jest największa w Europie wybudowana w stylu romańskim na przełomie XI/XII w. Katedra Najświętszej Marii Panny i św. Szczepana (St. Maria und St. Stephan). Od 1981 katedra cesarska znajduje się na liście światowego dziedzictwa kultury UNESCO. Katedra znajduje się na końcu głównej ulicy Spiry – Maximilianstraße, po przeciwnej stronie mieści się zachodnia brama miejska Altpörtel, pozostałość po dawnych murach miejskich, otwarta dla zwiedzających. W Spirze znajduje się również najstarsza w Niemczech żydowska mykwa. Do ciekawych zabytków miasta należą również: XVIII-wieczny ratusz oraz Alte Münze zabytkowy budynek sklepu.

### Kościoły

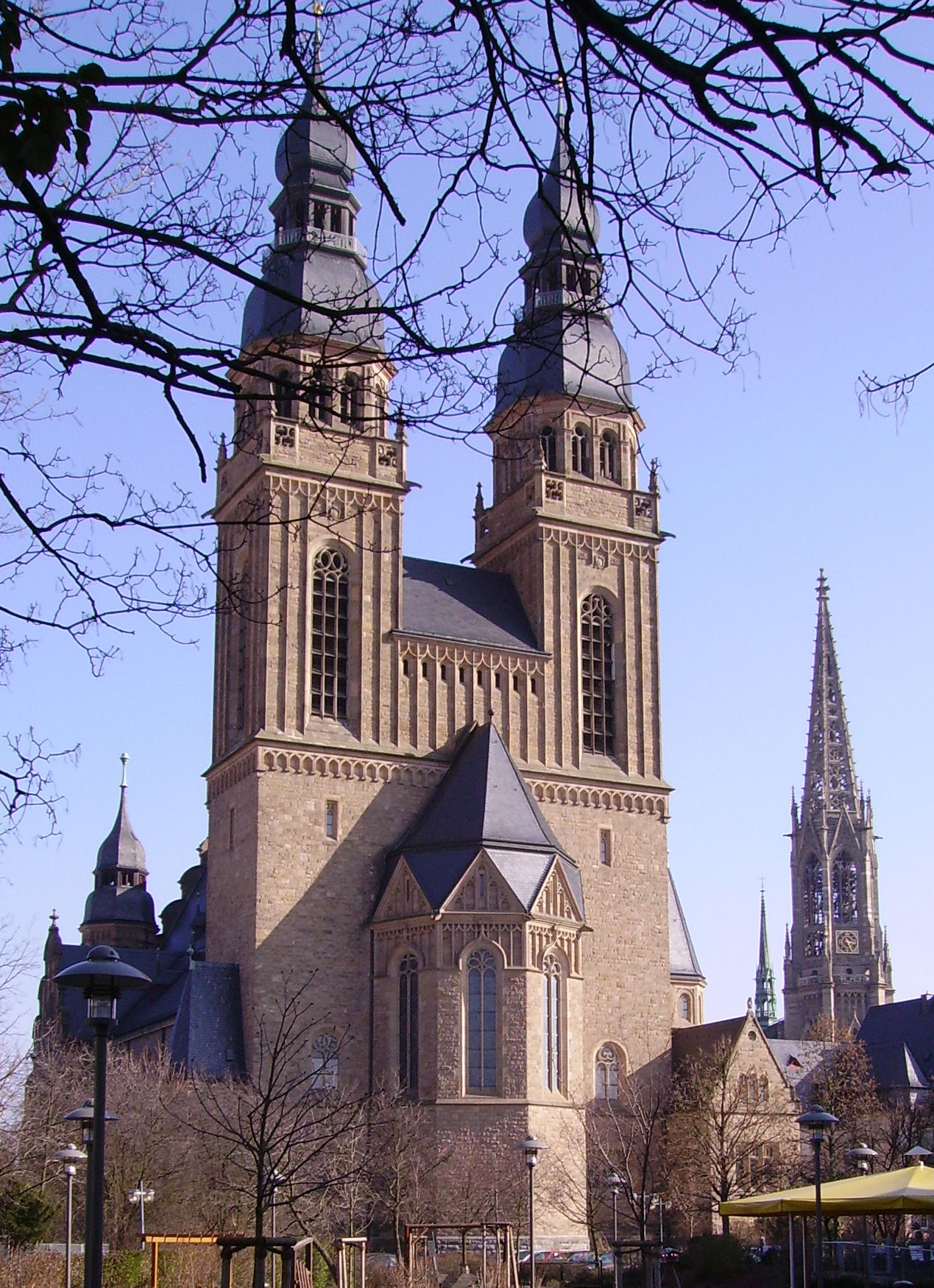
Kościół św. Józefa (Josephskirche)
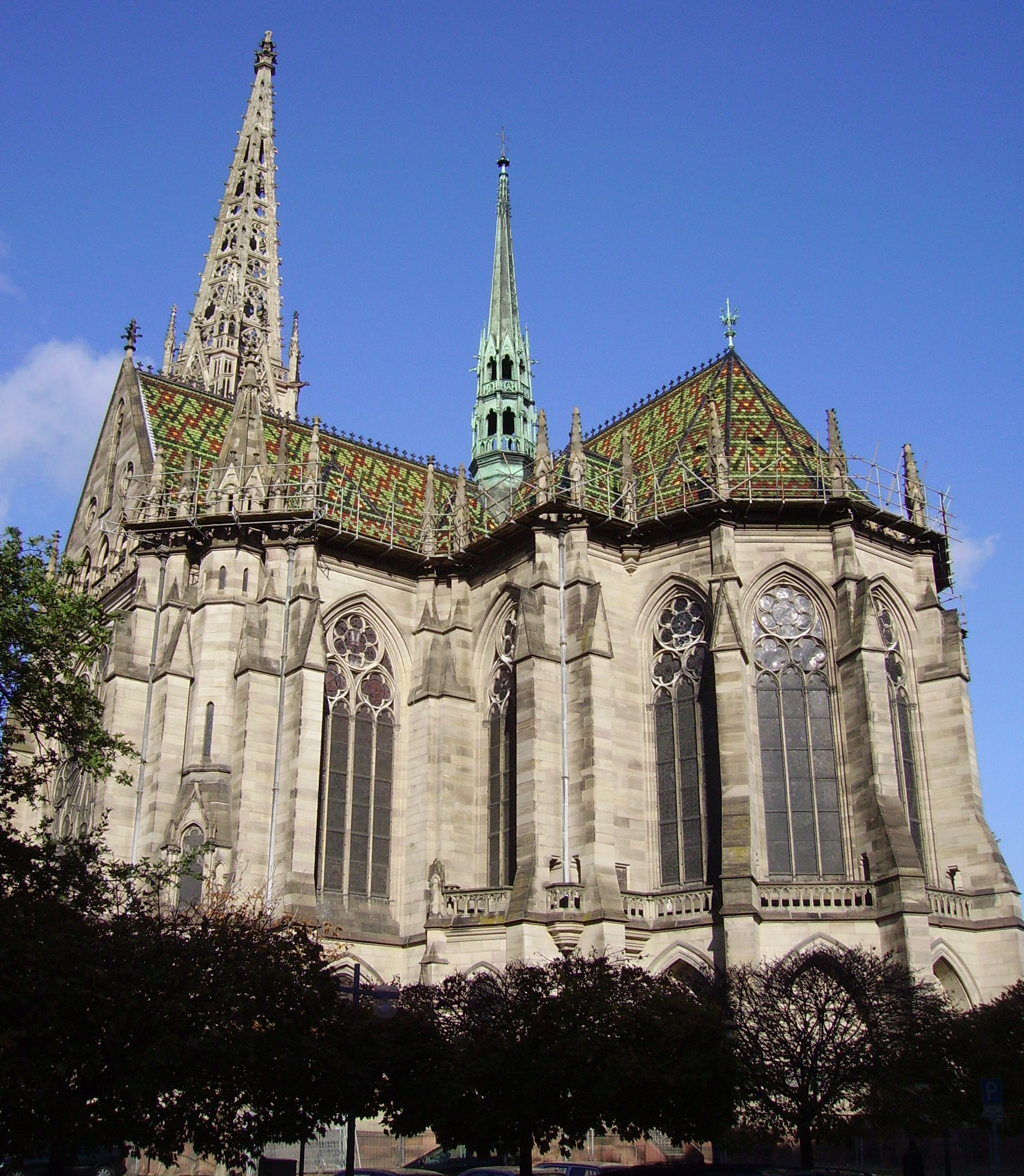
Kościół Pamięci (Gedächtniskirche)
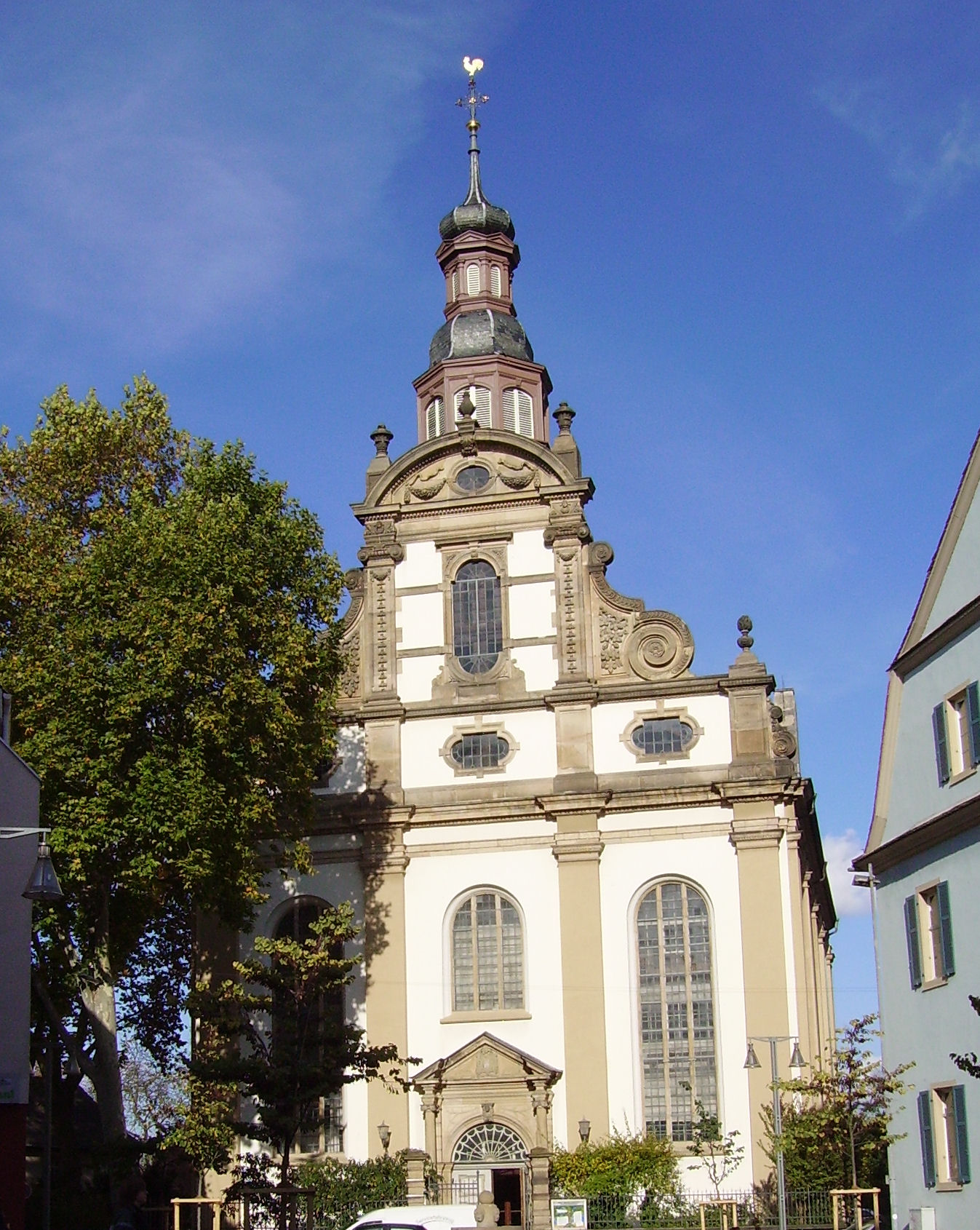
Kościół św. Trójcy (Dreifaltigkeitskirche)
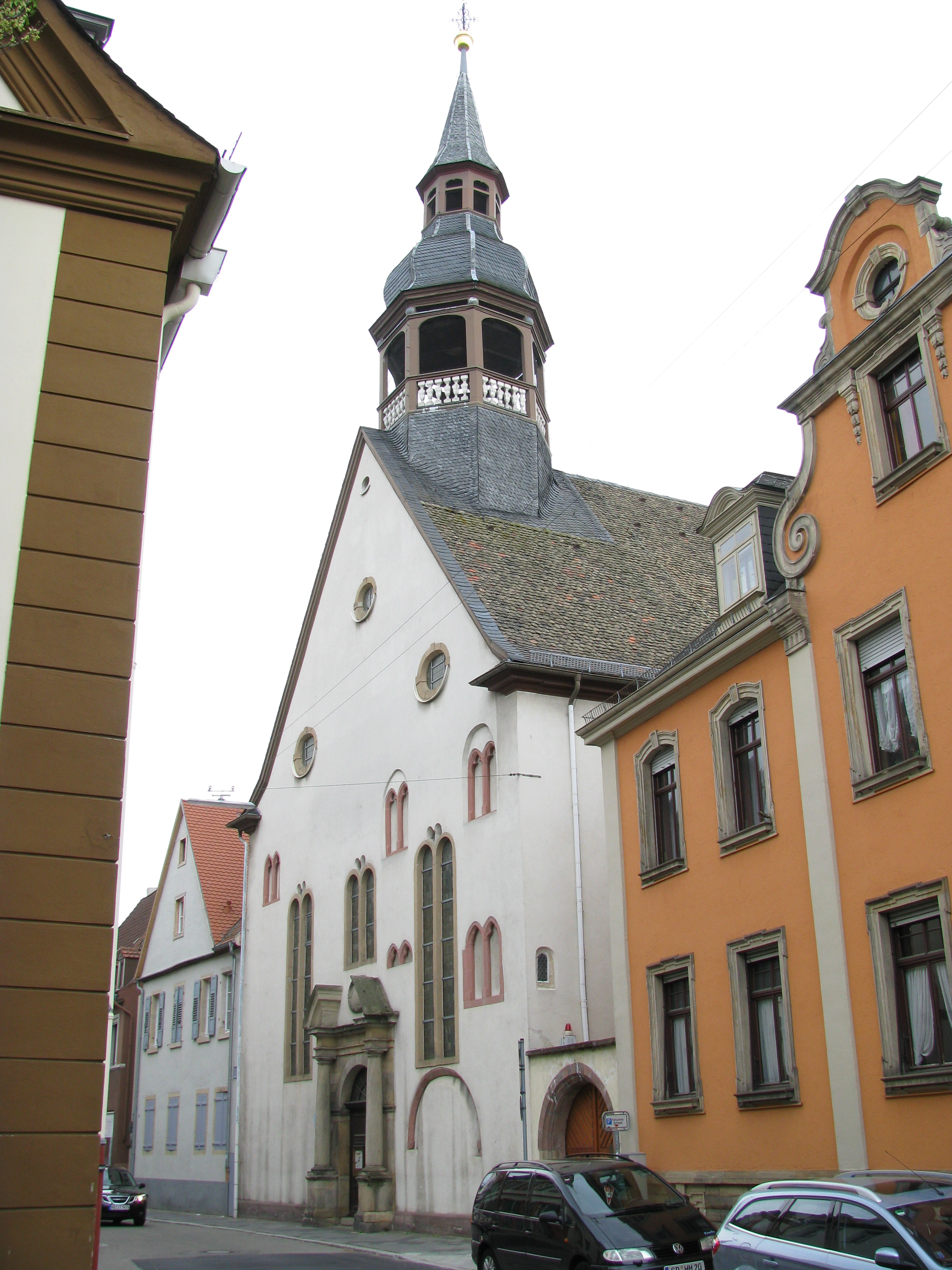
Kościół św. Ducha (Heiliggeistkirche)

Rzymskokatolickie:
- kościół św. Józefa (Josephskirche) – wybudowany na początku XX wieku (1912–1914) jako odpowiedź katolików na budowę Kościoła Pamięci
- kościół św. Germana (St. German) – najstarszy kościół w mieście z VII wieku
- kościół św. Bernarda (Bernhardskirche)
- kościół św. Jadwigi (St. Hedwig)
- kościół św. Konrada (St. Konrad)
- kościół św. Otto (St. Otto)

Protestanckie:
- kościół Pamięci (Gedächtniskirche der Protestation) – wybudowany na początku XX w. kościół upamiętniający wystąpienie Marcina Lutra na sejmie Rzeszy
- kościół św. Trójcy (Dreifaltigkeitskirche) – z XVIII w.
- kościół św. Ducha (Heiliggeistkirche)
- kościół Chrystusowy (Christuskirche)
- kościół św. Jana (Johanneskirche)

### Muzea

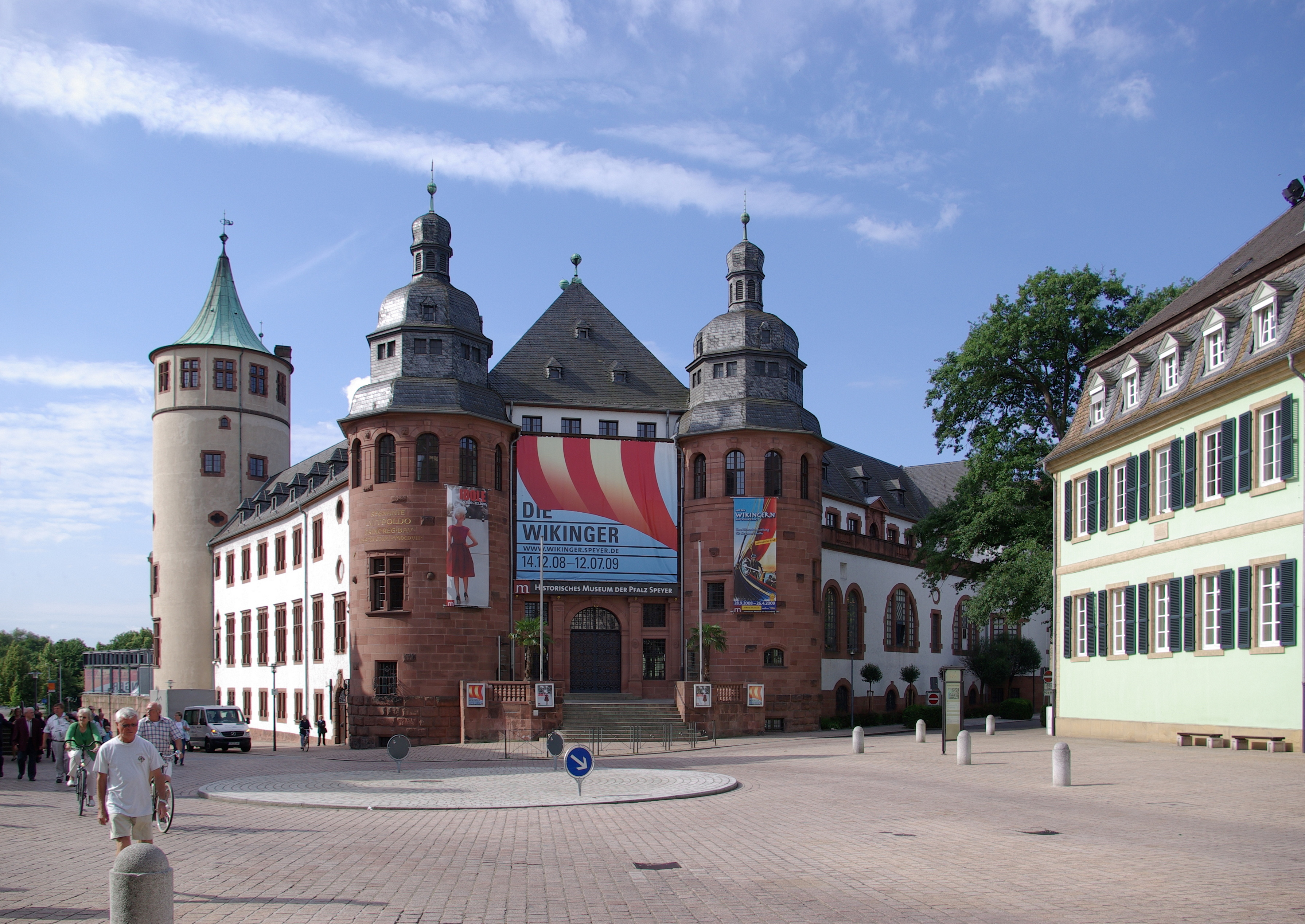
Muzeum Historii Palatynatu
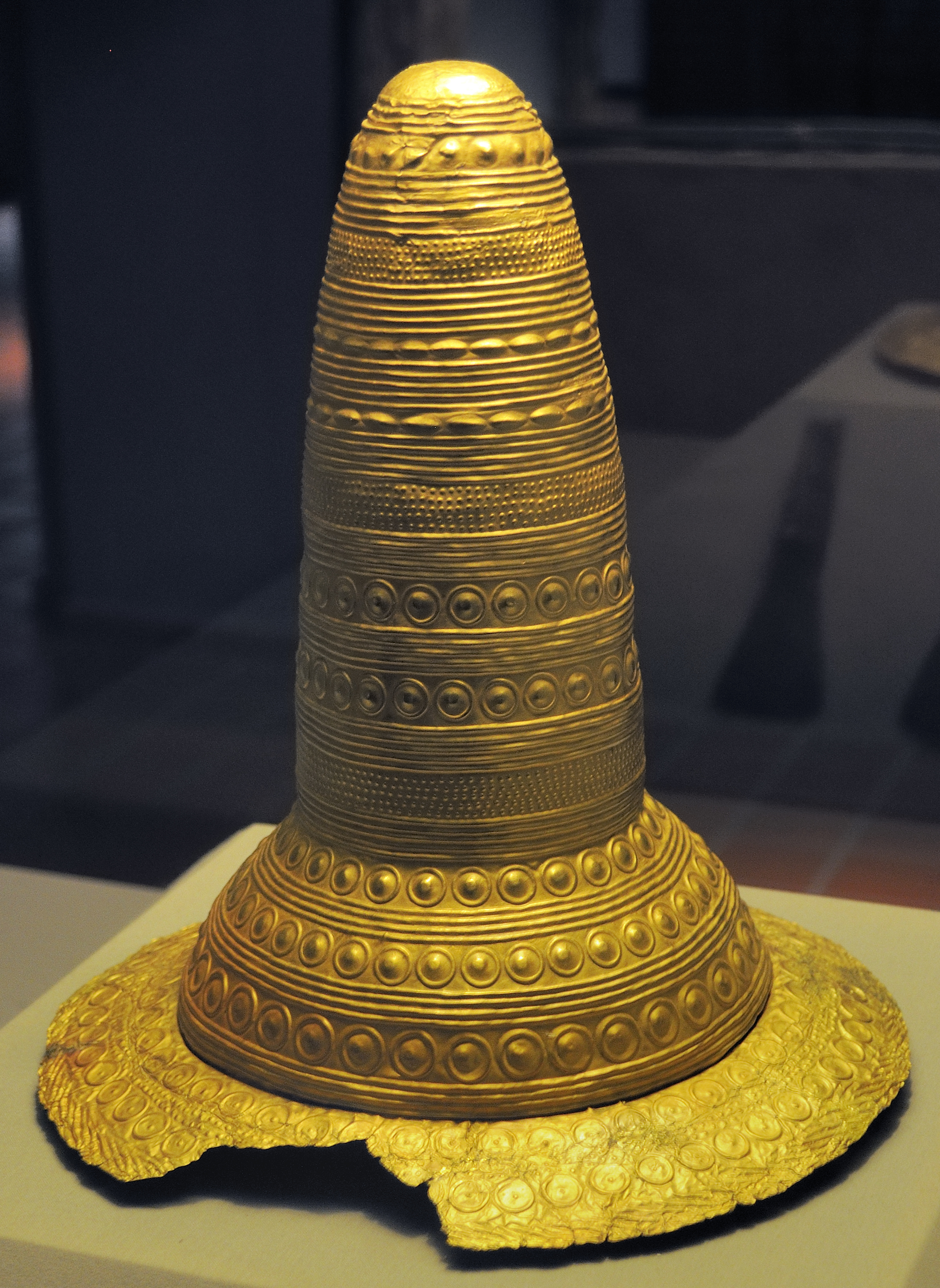
Złote nakrycie głowy z epoki brązu w Muzeum Historii Palatynatu
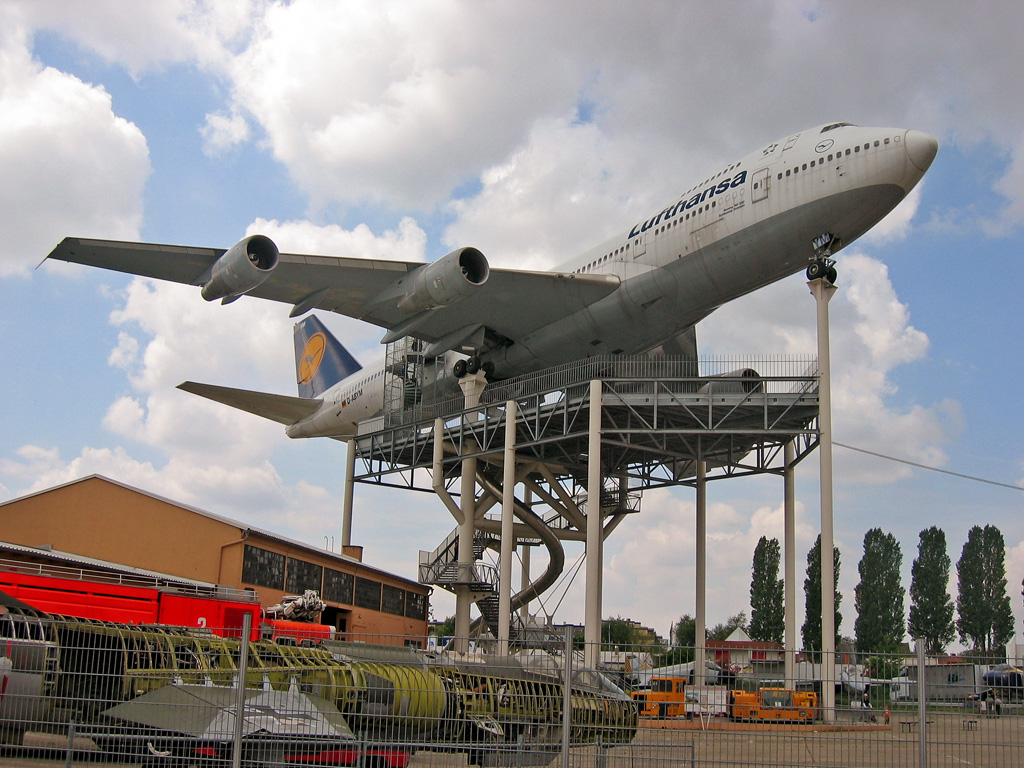
Boeing 747 w Muzeum Techniki

- Muzeum Historii Palatynatu (Historisches Museum der Pfalz)
- Muzeum Techniki (Technik-Museum Speyer)

## Władze miasta

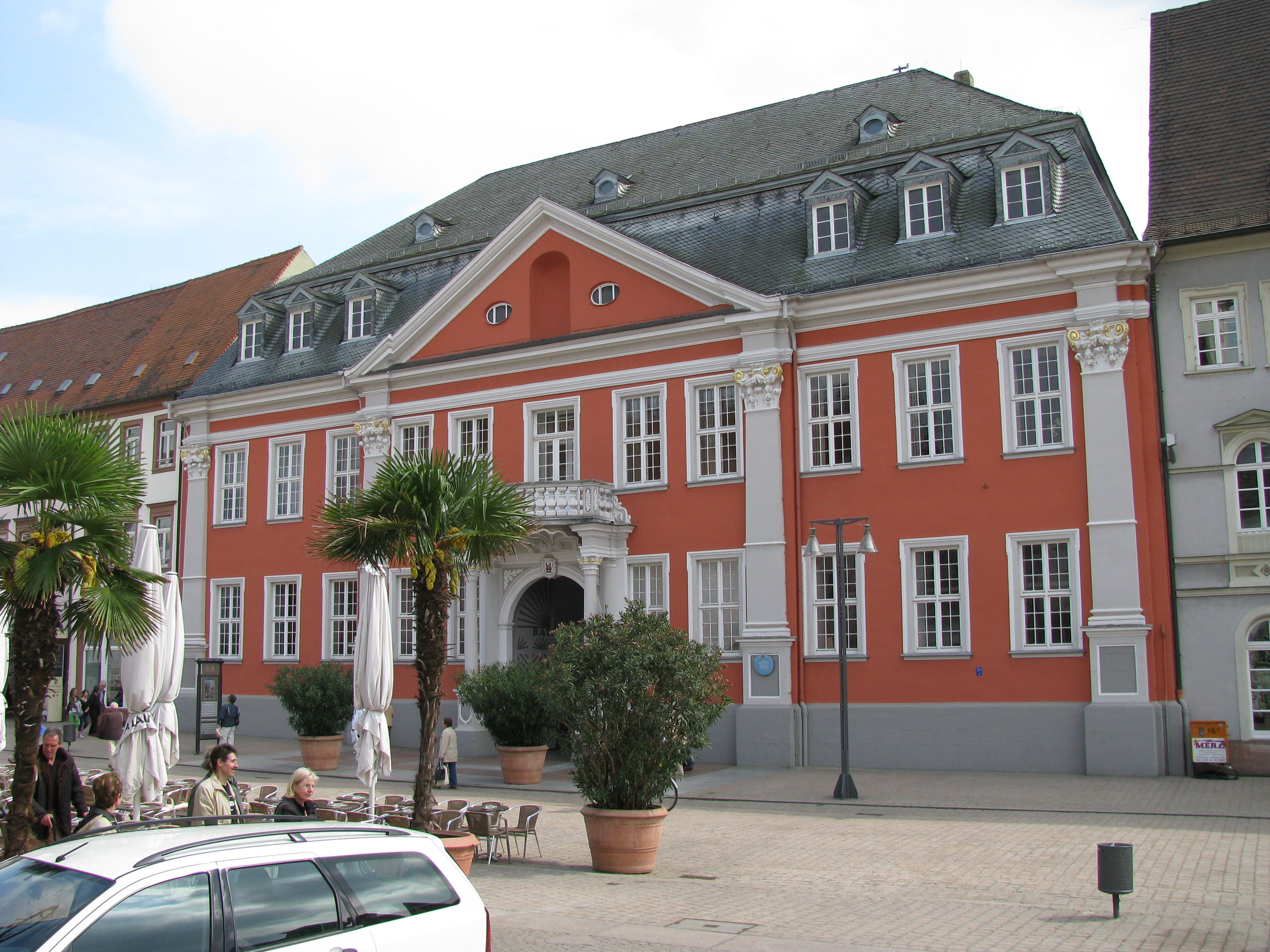
Ratusz

Rada Miasta składa się z 44 członków, w wyborach 2009 wyniki kształtowały się następująco:
- CDU – 15 miejsc
- SDP – 10 miejsc
- Speyerer Wählergruppe – 6 miejsc
- Zieloni – 6 miejsce
- REP – 1 miejsce
- WGR – 3 miejsca
- FDP – 2 miejsca
- Die Linke – 1 miejsca

Burmistrzem od 1995 był Werner Schineller z CDU. Od 2009 jest nim Hansjörg Eger. Siedzibą władz miasta jest ratusz.

## Gospodarka i transport

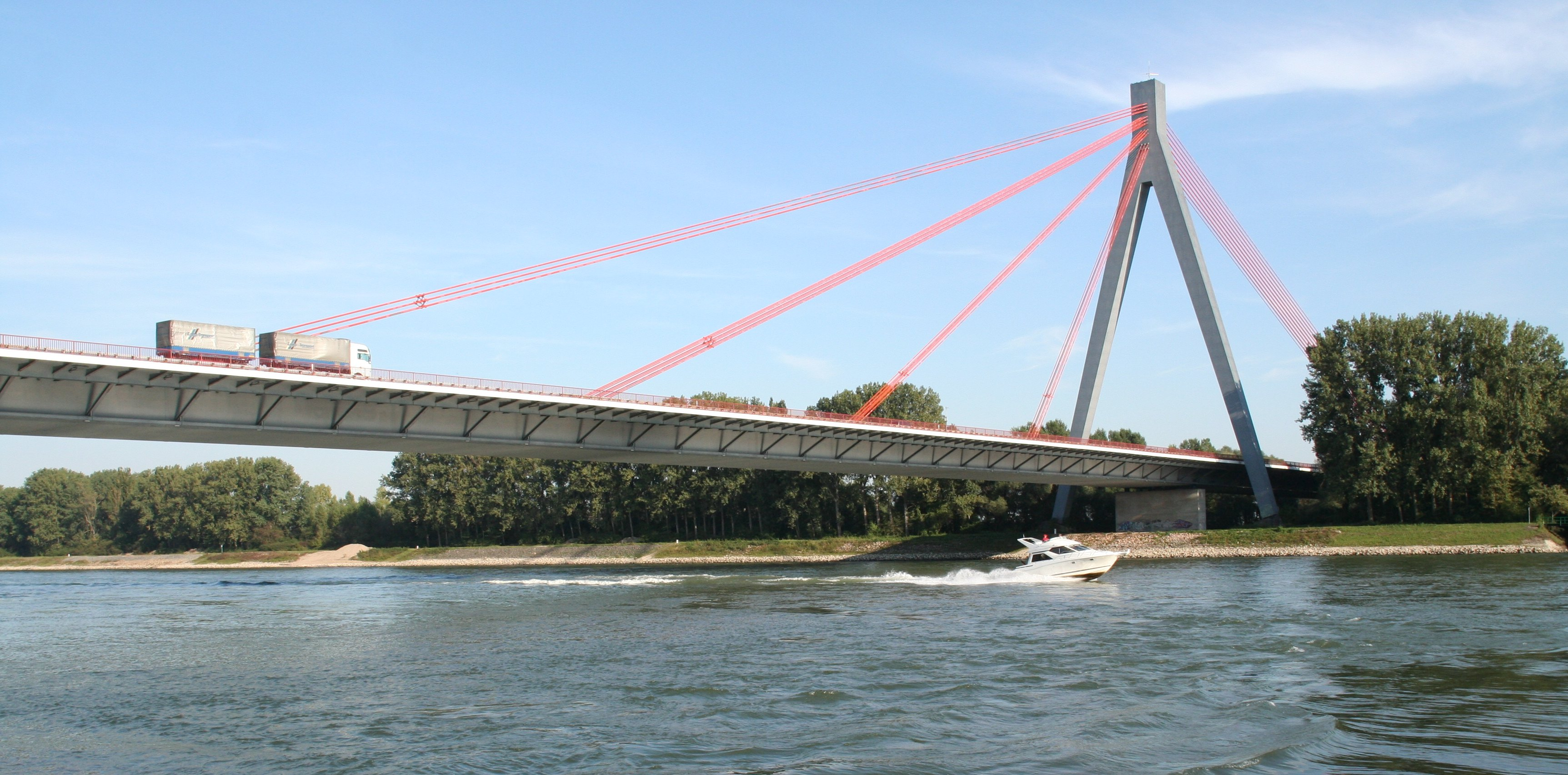
Most nad Renem w Spirze, autostrada A61

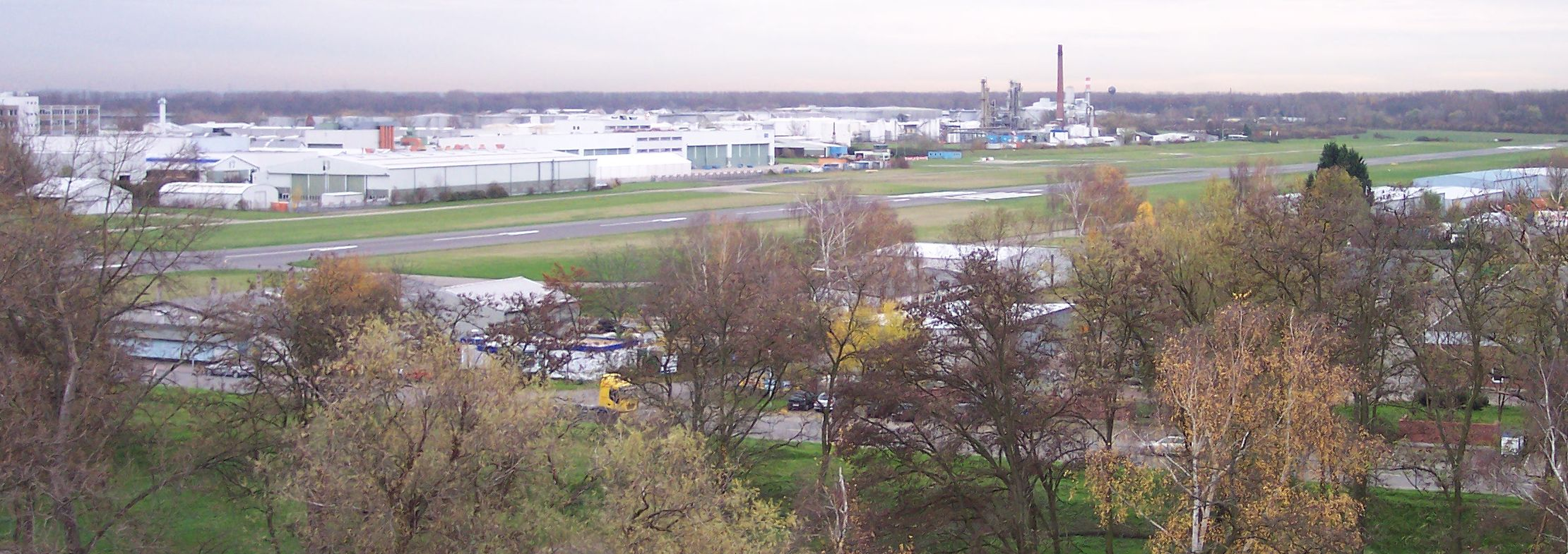
Lotnisko Speyer

W Spirze znajdują się duże przedsiębiorstwa przemysłu elektronicznego (Tyco Electronics), maszynowego (Loeser GmbH), chemicznego (Thor GmbH), kolejowego (Mann+Hummel). W ostatnim czasie najbardziej rozwijającą się dziedziną gospodarki jest turystyka. Miasto jest siedzibą wielu instytucji regionalnych i ponadregionalnych, takich jak: diecezja Spira; Ewangelicki Kościół Palatynatu (Evangelische Kirche der Pfalz); Izba Obrachunkowa Nadrenii-Palatynatu (Landesrechnungshof Rheinland-Pfalz); Niemiecki Instytut Administracji Publicznej (Deutsches Forschungsinstitut für öffentliche Verwaltung); Rolnicze Ubezpieczenie Społeczne (Landwirtschaftliche Sozialversicherung) Hesji, Nadrenii-Palatynatu i Saary; Niemieckie Ubezpieczenia Rentowo-Emerytalne Nadrenii-Palatynatu (Deutsche Rentenversicherung Rheinland-Pfalz).
Spira ma bezpośrednie połączenie z międzynarodową siecią dróg ekspresowych i autostrad. Droga krajowa B9 znajdująca się w północnej części miasta łączy je bezpośrednio z Mannheim i Karlsruhe. Autostrada A61 przebiegająca przez południową część miasta umożliwia przejazd aż do granicy z Holandią. Droga krajowa B39 umożliwia szybki dojazd do Heilbronn. Około 20 km od miasta przebiega Deutsche Weinstraße (Niemiecki Szlak Wina). Niedaleko miasta przebiega Autostrada A6 łącząca Francję z Czechami.
W mieście znajduje się stacja kolejowa z dworcem Speyer Hauptbahnhof łącząca miasto pociągami regionalnymi z Wörth am Rhein i Bruchsal przez Germersheim. Co dwie godziny odjeżdżają regionalne pociągi do Karlsruhe i Moguncji. Co godzinę odjeżdża również S-Bahn do Mannheim.
Lotnisko Speyer obsługuje samoloty sportowe oraz małe samoloty należące do osób prywatnych, jak również helikoptery i sterowce. Obok lotniska znajduje się Muzeum Techniki (Technikmuseum).
Miasto leży na szlaku pielgrzymkowym św. Jakuba prowadzącym do Santiago de Compostela.

## Kultura i edukacja

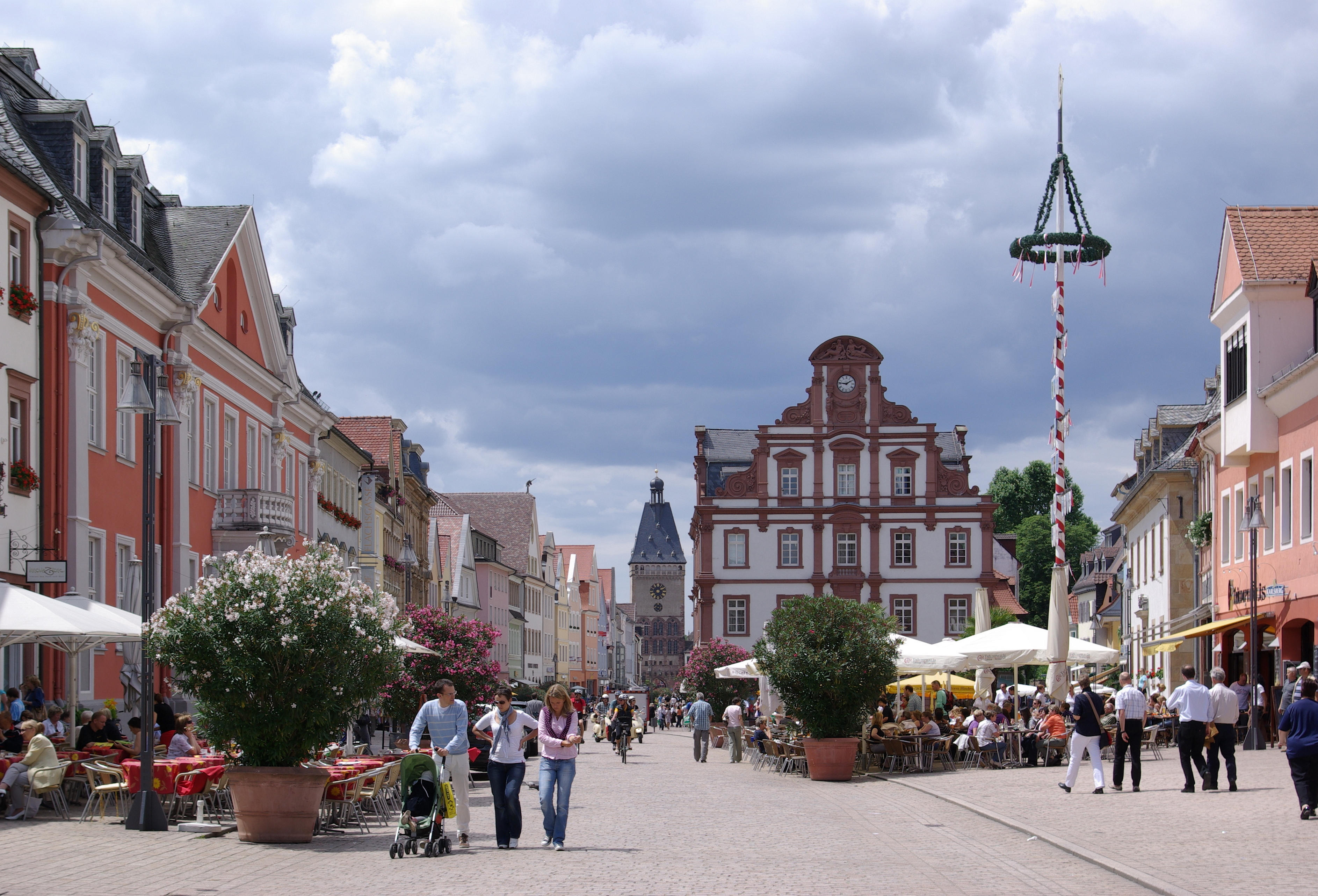
Centrum Spiry – Maximilianstraße

Spira posiada sześć bibliotek w tym bibliotekę diecezjalną oraz Ewangelickiego Kościoła Palatynatu. Od 1990 w mieście funkcjonuje teatr dzieci i młodzieży. Przedstawienia są również organizowane w hali miejskiej. Także w ratuszu odbywają się przedstawienia teatralne, kabaretowe oraz koncerty. W okresie wakacyjnym w mieście odbywa się festiwal muzyki kościelnej. W drugi weekend lipca odbywa się Święto Precla Speyerer Brezelfest. W drugi weekend września odbywa się Święto Miasta Speyerer Altstadtfest. Jak w większości niemieckich miast w okresie adwentu na głównej ulicy miasta odbywa się kiermasz świąteczny.
W mieście znajdują się placówki edukacyjne od poziomu podstawowego do wyższego. Najważniejszym ośrodkiem edukacyjnym jest Niemiecka Wyższa Szkoła Administracji Publicznej w Spirze (Deutsche Hochschule für Verwaltungswissenschaften Speyer).

## Osoby urodzone w Spirze
- Johann Joachim Becher – alchemik
- Anselm Feuerbach (1829-1880) – malarz
- Carl Gerhardt (1833-1902) – lekarz
- Helmut Bantz (1921-2004) – sportowiec
- Elke Schall (1973) – tenisistka stołowa
- Jochen Kühner (1980) – wioślarz
- Matthias Langkamp (1984) – piłkarz

## Współpraca
Spira współpracuje z wieloma miastami europejskim, umowy partnerskie podpisano obecnie z:
- Chartres, Francja
- Gniezno, Polska
- Jawne, Izrael
- Karengera, Rwanda
- Kursk, Rosja
- Rawenna, Włochy
- Spalding, Wielka Brytania
- Wormacja, Nadrenia-Palatynat